# Bāgh Narges
Bāgh Narges (persiska: باغ نرگسان, باغ نرگس, Bāgh Nargesān) är en ort i Iran.   Den ligger i provinsen Hormozgan, i den sydöstra delen av landet, 1 000 km sydost om huvudstaden Teheran. Bāgh Narges ligger 482 meter över havet och antalet invånare är 280.
Terrängen runt Bāgh Narges är platt. Runt Bāgh Narges är det glesbefolkat, med 13 invånare per kvadratkilometer. Närmaste större samhälle är Hīzbandegān, 6,0 km nordost om Bāgh Narges. Trakten runt Bāgh Narges är ofruktbar med lite eller ingen växtlighet.